# Baccharis ramboi
Baccharis ramboi là một loài thực vật có hoa trong họ Cúc. Loài này được G. Heiden & Macias mô tả khoa học đầu tiên năm 2008.